# مارتینا پیمونته
مارتینا پیمونته (انگلیسی: Martina Piemonte؛ زادهٔ ۷ نوامبر ۱۹۹۷) بازیکن فوتبال اهل ایتالیا است.
وی همچنین در تیم‌های ملی فوتبال Italy women's national under-17 football team, Italy women's national under-19 football team, Italy women's national under-23 football team، و زنان ایتالیا بازی کرده‌است.